# Dwars door het Hageland 2022 (vrouwen)
De tweede editie van de Belgische wielerwedstrijd Dwars door het Hageland voor vrouwen vond plaats op 11 juni 2022. Titelverdedigster Chantal van den Broek-Blaak liet deze editie van 2022 verstek gaan. Na een koers van zo'n 126 kilometer kroonde de Italiaanse Ilaria Sanguineti zich tot opvolger van de Nederlandse, die hiermee haar eerste overwinning boekte. Sanguineti eindigde in 2021 op een achtste plaats. De wedstrijd kende, net als in 2021, elf gravelstroken en finishte zoals gebruikelijk op de Citadel van Diest. De wedstrijd was onderdeel van de Exterioo Cycling Cup.

## Uitslag
| Plaats  | Naam                    | Ploeg                              | tijd     |
| ------- | ----------------------- | ---------------------------------- | -------- |
| Winnaar | Ilaria Sanguineti       | Valcar-Travel & Service            | 3u18'33" |
| 2       | Christina Schweinberger | Plantur-Pura                       | z.t.     |
| 3       | Femke Markus            | Parkhotel Valkenburg               | + 2"     |
| 4       | Loes Adegeest           | IBCT                               | z.t.     |
| 5       | Marthe Goossens         | Multum Accountants-LSK             | z.t.     |
| 6       | Margot Vanpachtenbeke   | KDM-Pack Cycling Team              | + 19"    |
| 7       | Sandrine Bideau         | Saint Michel-Auber93               | + 21"    |
| 8       | Marieke de Groot        | Isorex No-Aqua Ladies Cycling Team | z.t.     |
| 9       | Ilse Pluimers           | AG Insurance NXTG Team             | + 53"    |
| 10      | Gaia Masetti            | AG Insurance NXTG Team             | z.t.     |

Mannen: 2001 · 2002 · 2003 · 2003-2006 · 2007 · 2008 · 2009 · 2010 · 2011 · 2012 · 2013-2015 · 2016 · 2017 · 2018 · 2019 · 2020 · 2021 · 2022 · 2023 · 2024 · 2025
Vrouwen: 2021 · 2022 · 2023 · 2024 · 2025